# 勝負をつけろ
『勝負をつけろ』（かたをつけろ、Un nommé La Rocca）は、1961年のフランス・イタリアのサスペンス映画。
監督はジャン・ベッケル、出演はジャン＝ポール・ベルモンドとクリスティーネ・カウフマンなど。
ジョゼ・ジョヴァンニの1958年の小説『ひとり狼（原題：L’Excommunié）』を原作とし、原作者であるジョヴァンニがベッケル監督と共同で脚本を担当している。
なお、原作小説はジョヴァンニが、若い時にペルピニヤン・サンテ監獄で知り合った実在の一匹狼をモデルにして執筆した作品である。
また、後に原作者のジョヴァンニが自ら監督し、同じくジャン＝ポール・ベルモンド主演で『ラ・スクムーン』（1972年）として再映画化されている。

## ストーリー
山師で銃の使い手でもあるロベルト・ラ・ロッカは無実の殺人の罪で逮捕された親友のグザビエ・アデを救うためにマルセイユにやって来た。アデを陥れた男の情婦モードをたらし込み、その男ビラノバを探し出す。
自分の女を寝取られたビラノバはロッカを殺そうとするが、逆にロッカに撃ち殺される。
ビラノバの店と部下をまんまと手に入れたロッカ。
しかし、モードに任せた店に「みかじめ料」を要求して来たアメリカ人グループともめたことから、相手を射殺。自分も腹を撃たれ、逮捕される。
アデと同じ刑務所に収監されたロッカは、刑期を短くしてもらえるという理由でアデとともに地雷の撤去作業に加わる。
何人もの囚人が事故で爆死する中、アデはロッカの代わりに難しい状態にある地雷の撤去作業を行うが、誤って爆発させてしまい、左手を失う。
出所したロッカとアデは、アデの妹ジュヌヴィエーヴと3人で暮らし始める。
気に入った農場を見つけたが金がない。
アデはかつて自分を売ったネバダを脅迫して金をせしめるが、ネバダはロッカとジュヌヴィエーヴのもとに子分を送り、金を取り戻そうとする。

## キャスト
※括弧内は日本語吹替（初回放送1972年1月29日『土曜映画劇場』）
- ロベルト・ラ・ロッカ: ジャン＝ポール・ベルモンド（山田康雄）
- ジュヌヴィエーヴ・アデ: クリスティーネ・カウフマン
- グザビエ・アデ: ピエール・ヴァネック（フランス語版）
- モード: ベアトリス・アルタリバ（フランス語版）
- “エレガント”シャルロ: マリオ・ダヴィド（フランス語版）
- フィセル: アンリ・ヴィルロジュー（フランス語版）